# Yelmo nasal

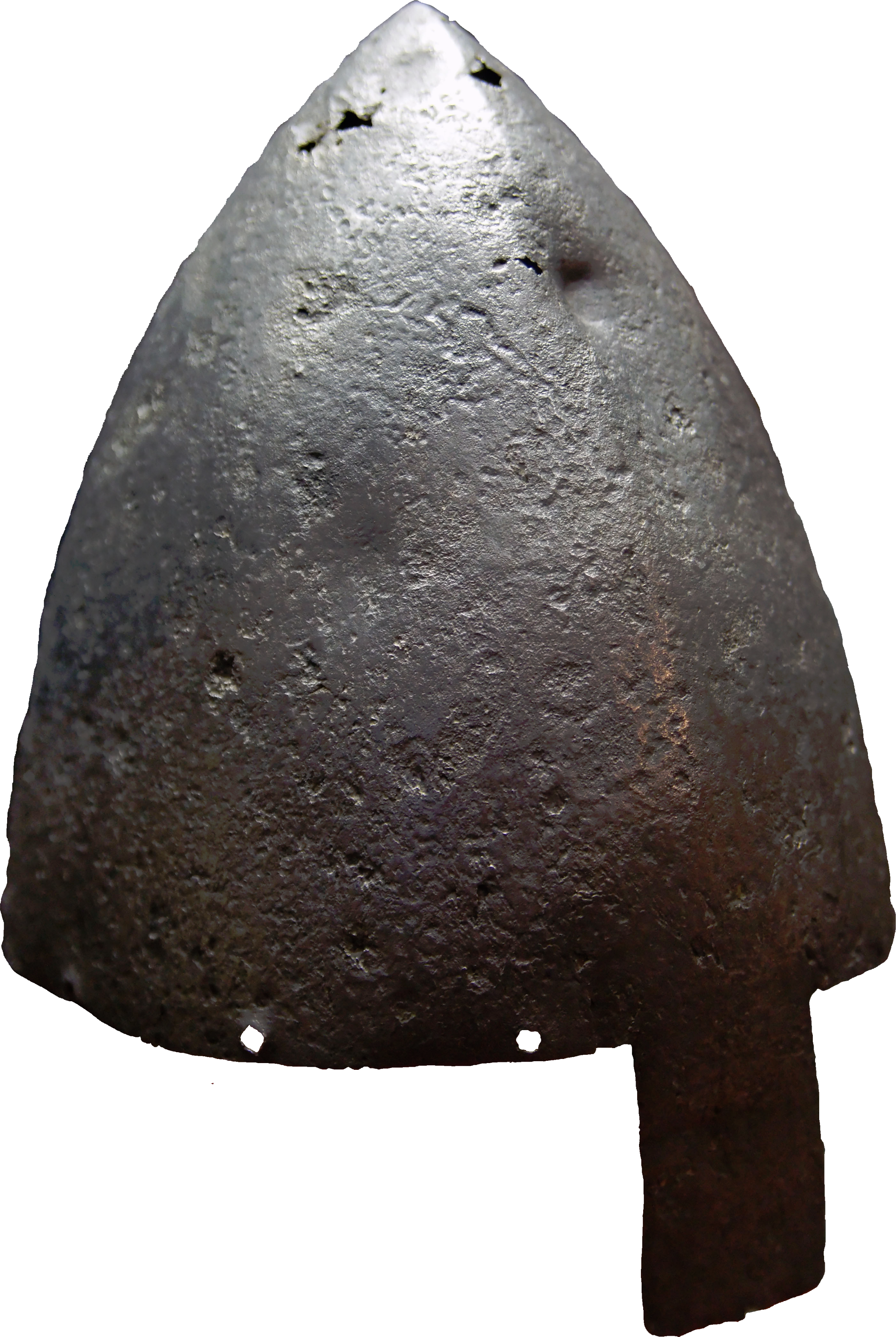
Yelmo nasal de Moravia del, de Viena. Uno de los pocos ejemplos que quedan de este tipo de cascos.

El yelmo nasal fue un tipo de casco de combate que se caracteriza por la posesión de una barra que cubre la nariz y protege así el centro de la cara. Este yelmo es de origen europeo occidental y fue utilizado desde la Alta Edad Media hasta la Plenitud de la Edad Media.

## Primeros aspectos

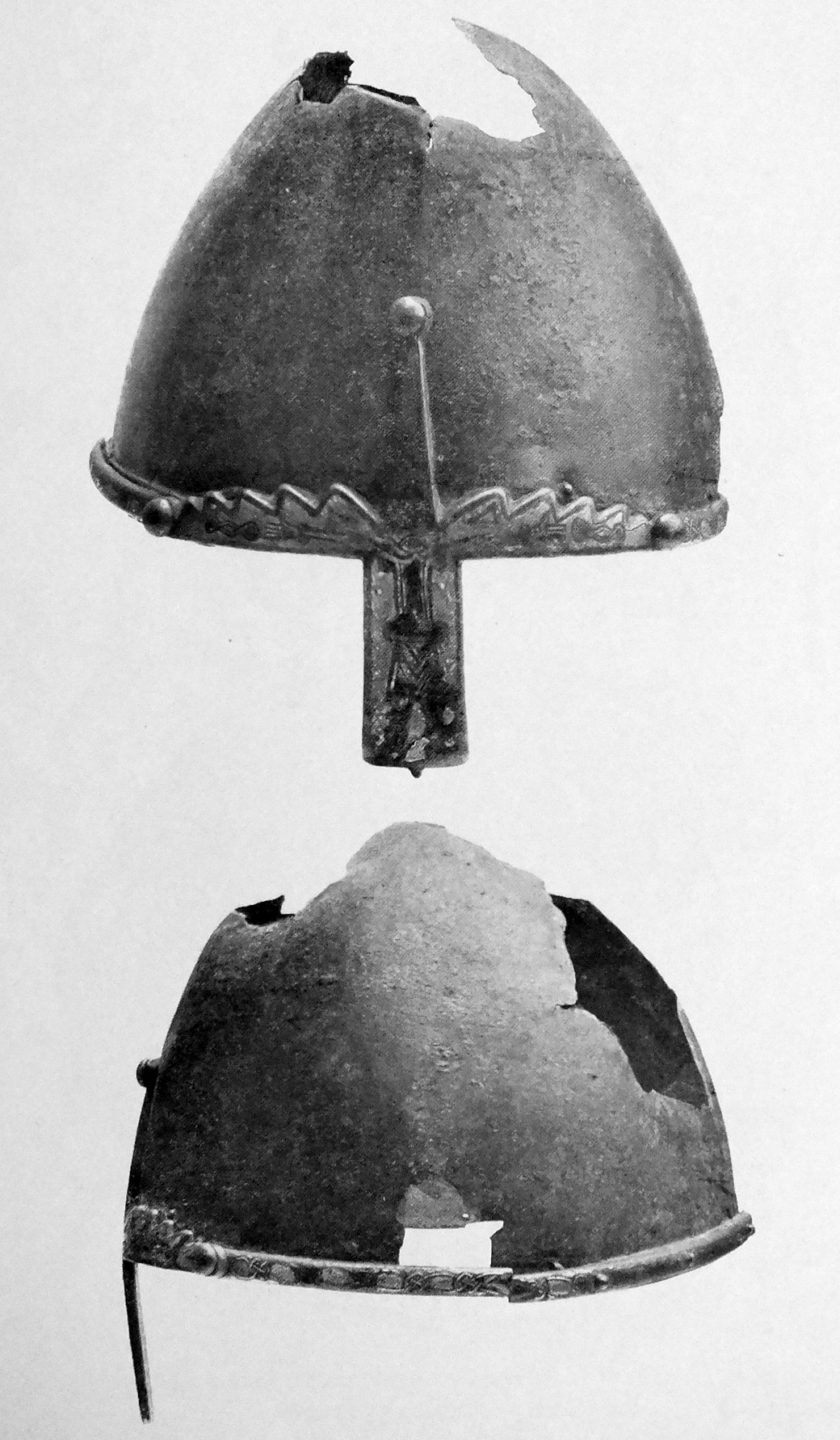
Yelmo de San Wenceslao, Praga.

El casco nasal se caracterizó por la posesión de una protección vertical para la nariz, o 'nasal', compuesta de una sola barra de metal que se extendía hacia abajo desde el cráneo sobre la nariz para proporcionar una protección facial. El casco apareció en toda Europa occidental a finales del siglo IX y se convirtió en la forma predominante de protección de la cabeza, en sustitución de los anteriores tipos de casco cuyo diseño se basa en última instancia en los tipos romanos tardíos, como el casco de cresta y los primeros cascos spangenhelm. Los primeros cascos nasales eran universalmente de forma cónica. El casco podría ser formado con una sola lámina de hierro o fabricarse a partir de segmentos (spangenhelm), de construcción mixta. La variedad spangenhelm era, en general, el método anterior de fabricación. Sola la pieza que cubría el cráneo, era técnicamente más difícil de producir, pero se hicieron más comunes con el aumento en la habilidad metalúrgica con el tiempo.

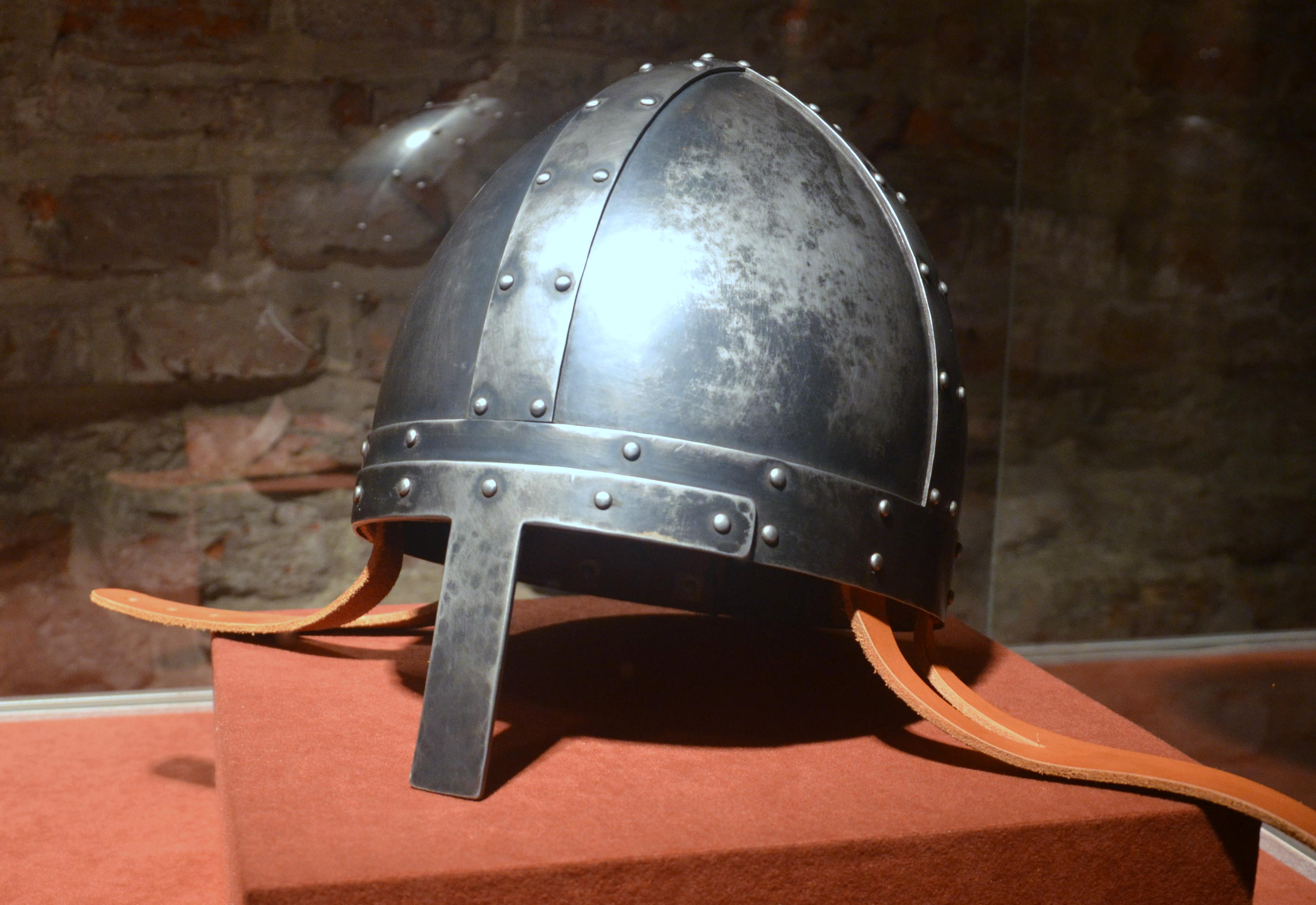
Réplica de un yelmo nasal normando

Aunque los nasales se habían utilizado en yelmos anteriores y en los cascos contemporáneos que se encuentran en Bizancio, en la Europa eslava oriental y en el Oriente Medio, las características del yelmo nasal eran en general más grandes y estaban plenamente integradas en la frontalera del casco. Las nasales de otros cascos tendían a ser clavadas en el casco, ya fuera directamente o como parte de una "T" en forma, combinado las piezas nasales y la de las cejas.